# Les Rythmes Automatiques
Albums de Telex
Looney Tunes
(1988) How Do You Dance?
(2006)
Les Rythmes automatiques est un album du groupe belge Telex. Cet album contient des chansons du groupe remixées selon le son house music et d'autres genres de musique qu'ils inspirèrent abondamment. Malgré cela, l'album n'eut que peu de succès.

## Album original
| No  | Titre                                                             | Durée |
| --- | ----------------------------------------------------------------- | ----- |
| 1.  | Twist à Saint-Tropez (Remix - Serge Ramaekers & Wouter Van Belle) | 3:43  |
| 2.  | Dance To The Music                                                | 4:56  |
| 3.  | Moskow Diskow (Remix - Serge Ramaekers & Wouter Van Belle)        | 4:14  |
| 4.  | Radio-Radio                                                       | 4:52  |
| 5.  | Réalité                                                           | 4:28  |
| 6.  | Vertigo                                                           | 3:34  |
| 7.  | The Voice                                                         | 4:51  |
| 8.  | Second Hand                                                       | 3:44  |
| 9.  | Rock Around the Clock                                             | 5:22  |
| 10. | Pakmoväst                                                         | 3:39  |
| 11. | Euro-Vision                                                       | 0:56  |